# Kamnje (Bohinj)
Kamnje é uma vila localizada no município de Bohinj na Eslovênia. Possuía uma população estimada de 209 habitantes em 2020.